# Iana Chtcherban
Iana Valerievna Chtcherban (en russe : Яна Валерьевна Щербань) est une joueuse de volley-ball russe née le 6 septembre 1989 à Frounzé (Kirghizistan). Elle mesure 1,88 m et joue au poste de réceptionneuse-attaquante. Elle totalise 30 sélections en équipe de Russie.

## Clubs
| Club              | De        | À         |
| ----------------- | --------- | --------- |
| AES Balakovo      | 2005-2006 | 2006-2007 |
| Universitet Vizit | 2007-2008 | 2007-2008 |
| AES Balakovo      | 2008-2009 | 2008-2009 |
| Proton Balakovo   | 2009-2010 | 2011-2012 |
| Dinamo Krasnodar  | 2012-2013 | nov 2014  |
| Dinamo Moscou     | 2014-2015 | …         |

## Palmarès

### Équipe nationale
- Grand Prix mondial
  - Finaliste : 2009, 2015.

### Clubs
- Challenge Cup
  - Vainqueur : 2013.
- Championnat de Russie
  - Vainqueur : 2016, 2017, 2018, 2019.
  - Finaliste : 2015.
- Coupe de Russie
  - Vainqueur : 2018.
  - Finaliste : 2016, 2019.
- Supercoupe de Russie
  - Vainqueur : 2017, 2018.
  - Finaliste : 2019.